# 力餅食堂

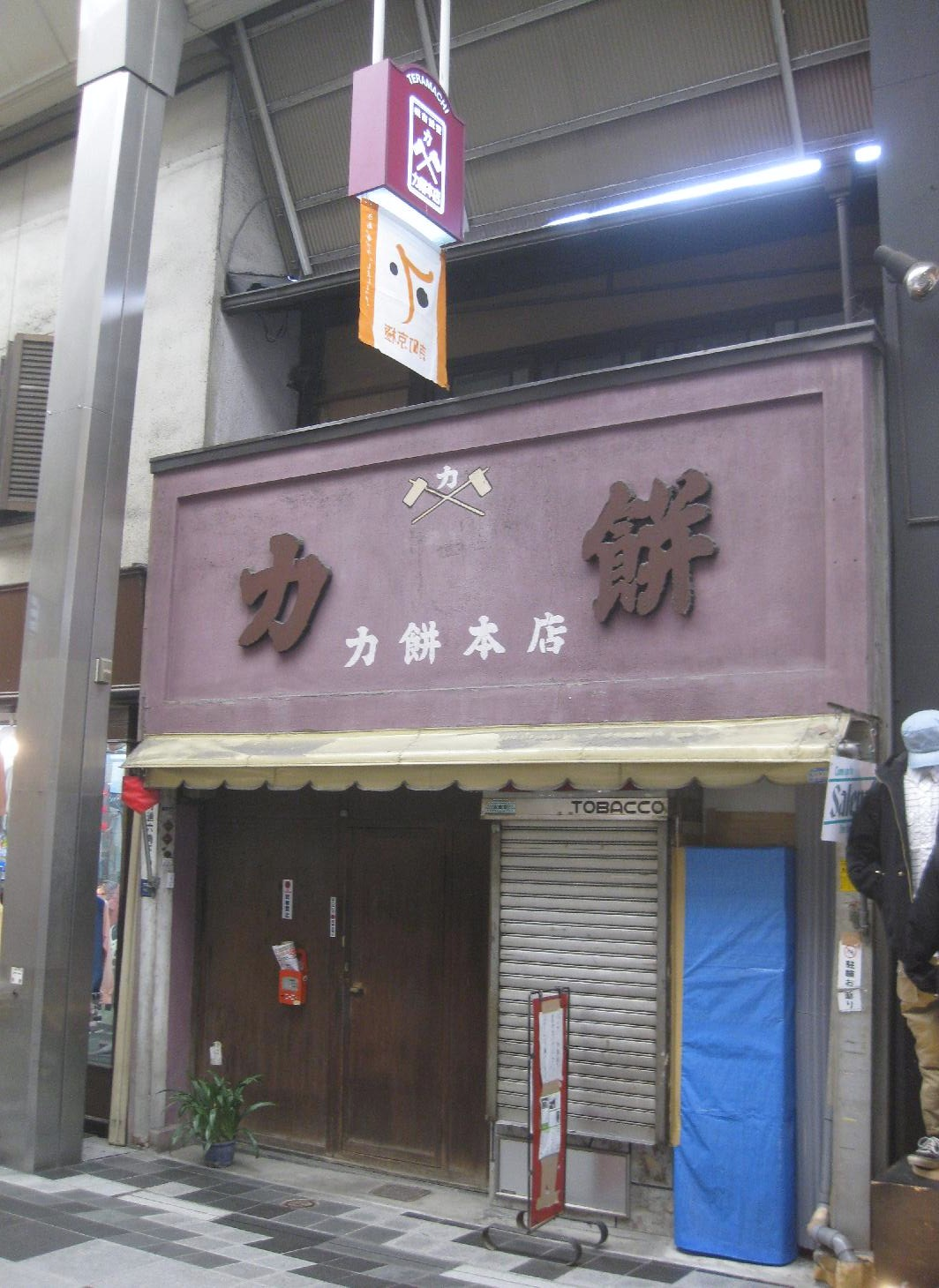
京都市寺町六角の力餅本店（休業中）

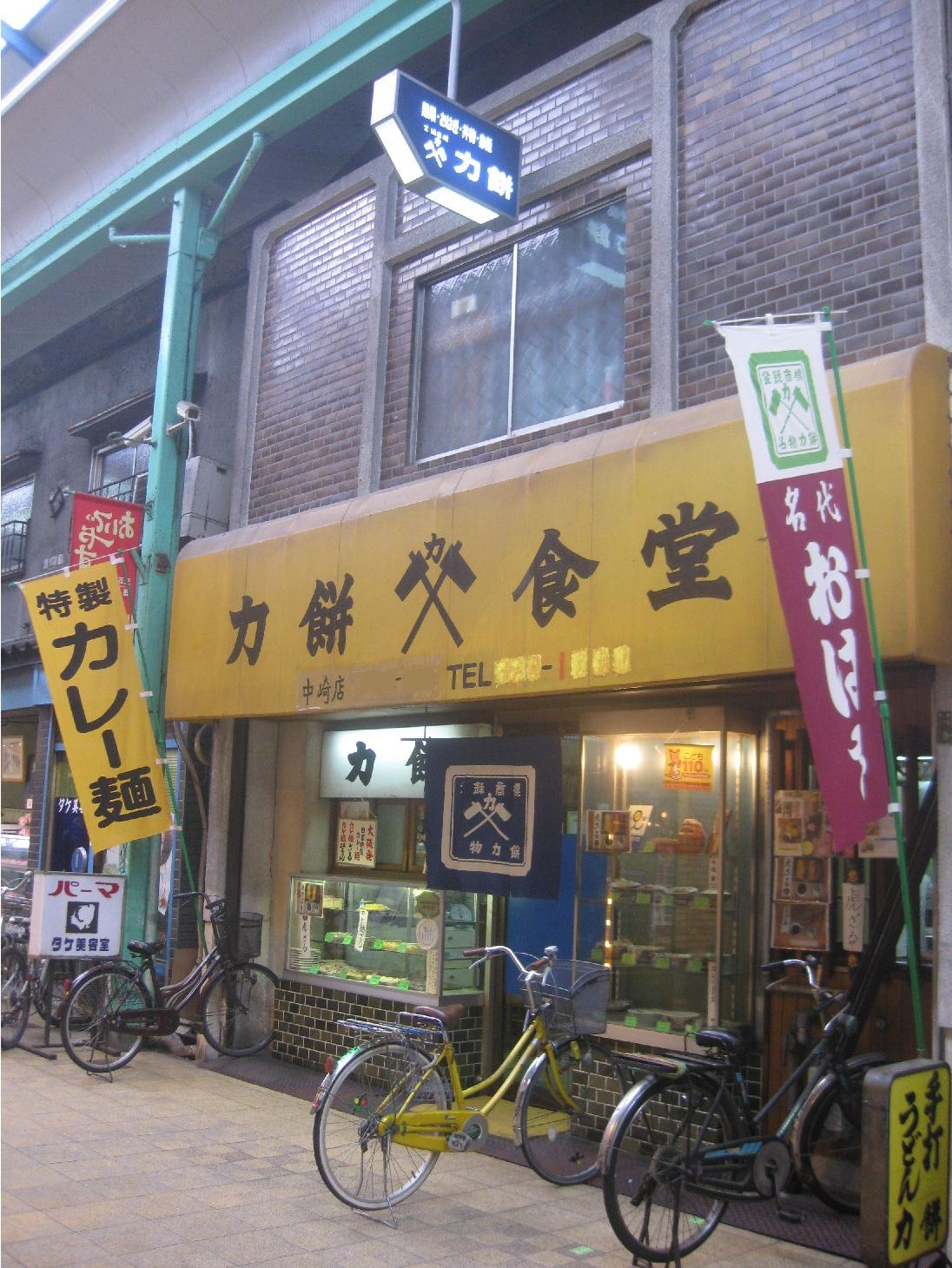
力餅食堂中崎店（大阪市北区）

力餅食堂（ちからもちしょくどう）は、近畿地方と中国地方におよそ100の店舗網を展開する老舗の大衆食堂である。「ちから餅」と名乗る店舗もある。

## 概要
典型的な昔ながらの大衆食堂で、杵を交差させた商標ロゴマーク（1928年頃に創業者の弟が考案）と、おはぎや赤飯の店頭販売が特徴である。独自ののれん分け制度によって京阪神一円に広く展開するが、全店舗で統一されているのは屋号と商標ロゴマークぐらいで、「力餅連合会」という店主同士の組合組織を通じた連帯はあるが、メニューや味付け、値段設定などは各店舗の自由裁量に任されている。関西の下町には欠かせない存在であり、組合の100周年記念誌『100年のあゆみ』（1988年発行）に大阪・京都・兵庫の知事が長文の祝辞を寄せたほどである。

## 歴史
1889年（明治22年）に池口力造が兵庫県豊岡市豊田商店街で饅頭店として創業し、のちに一旦廃業して1895年（明治28年）に京都市寺町六角で「勝利饅頭」として再開業。しかし経営は苦しく、再び廃業間際に至るも、出入りの酒屋主人から資金援助を受け、1903年（明治36年）に店舗を大きく改造して「力餅」として再出発する。あんころ餅を目玉に甘党食堂として成功し、大正末期から丼物や麺類などをメニューに加えて現在の大衆食堂の姿になった。屋号や商標ロゴマーク、おはぎの店頭販売などは、饅頭店や甘党食堂だった頃の名残である。

## 店舗展開
力餅食堂の店舗展開の特徴はボランタリー・チェーンと呼ばれるのれん分け制度である。8年以上働いて親方の信頼を得ると独立・新規出店が許され、出店に際しては組合が資金や場所選びまで援助し、開店時には親方が花輪を贈り、周辺店の店主や従業員も応援に駆け付ける。親戚のツテを頼りに力餅食堂の門に入る者が多かったため、店主のほとんどは創業者と同じ兵庫県但馬地方出身者であったという。
のれん分け制度は1914年（大正3年）から始まり、同年に大阪市天神橋3丁目、1918年（大正7年）に神戸市小野柄通へ進出、1937年（昭和12年）には本店創業者の弟である池口喜一郎と本店からのれん分けされた松本菊太郎が中心となって力餅連合会が発足した。1941年（昭和16年）には京都・大阪・神戸・広島で78店舗を数えたが、その後、太平洋戦争の激化によって原材料の調達が困難になり閉店が続く。終戦当時には京都20店舗、大阪3店舗にまで減少していたが、高度経済成長の好景気の波に乗ってのれん分けが再び活発化し、昭和末期の最盛期には180店舗にまで再拡大した。『100年のあゆみ』には、組合は大阪・京都・神戸・山陽の4支部からなり、加盟店舗数は大阪支部が100、京都支部が34、神戸支部が28、山陽支部が18であると記載されている。
現在、客足の減少や店主らの高齢化・後継者不足によって廃業が相次ぎ、新規出店も10年以上途絶えている。現状打開のため、組合ではラジオCMの展開や共同での新メニュー開発、修業期間の短縮などを検討し、各店舗でも存続に向けてセットメニューの導入や夜間の居酒屋営業など様々な試行錯誤を行っている。

## かつて存在した店舗
- 淡路店（2009年2月閉店）[5]
- 相川力餅食堂[6]（2020年閉店）
- 西郷通店[7]（2022年9月閉店[8]）[9]
- 門真銀座商店街店[10]（2023年10月閉店[11]）